# Javorník (district d'Ústí nad Orlicí)
Pour les articles homonymes, voir Javornik.
Javorník (en allemand : Jawornik) est une commune du district d'Ústí nad Orlicí, dans la région de Pardubice, en Tchéquie. Sa population s'élevait à 243 habitants en 2024.

## Géographie
Javorník est située à 8 km au sud de Vysoké Mýto, à 20 km au sud-ouest d'Ústí nad Orlicí, à 32 km au sud-est de Pardubice et à 125 km à l'est-sud-est de Prague.
La commune est limitée par Džbánov et Hrušová au nord, par Bučina et Suchá Lhota à l'est, par Příluka au sud, et par Leština, Libecina et Zádolí à l'ouest.

## Histoire
La première mention écrite de la localité date de 1347. Elle est située dans la région historique de Bohême.

## Administration
La commune est composée de deux sections :
- Javorník
- Vysoká

## Transports
Par la route, Javorník se trouve à 9 km de Vysoké Mýto, à 30 km d'Ústí nad Orlicí, à 39 km de Pardubice et à 156 km de Prague. 